# Henriette Maria Luise von Hayn

Henriette Maria Luise von Hayn in einer zeitgenössischen Darstellung

Henriette Maria Luise von Hayn (* 22. Mai 1724 in Idstein, Hessen; † 27. August 1782 in Herrnhut, Oberlausitz) war eine deutsche Dichterin geistlicher Lieder, Leiterin einer Mädchenerziehungsanstalt und des Schwesternhauses in Herrnhut sowie Mitglied der Herrnhuter Brüdergemeine.

## Leben
Henriette Louise von Hayn war die Tochter des Fürstlich Nassauischen Oberjägermeisters Georg Heinrich von Hayn und seiner Ehefrau Ernestine Eberhardine, geborene von Lassberg. Sie war unter ihren zehn Geschwistern das drittälteste Kind. Ihr Großvater mütterlicherseits war Carl Erasmus von Laßberg, Oettingischer Oberjägermeister, der als Kind österreichischer Glaubensflüchtige 1664 nach Oettingen in Bayern kam.
In der lutherischen Kirche erzogen, wurde sie durch die Losungen der Herrnhuter Brüdergemeine mit dieser Bewegung bekannt. 1744 kam sie zur Brüdergemeine nach Herrnhaag bei Büdingen. Bald ins Chor der Ledigen Schwestern aufgenommen, wurde sie Lehrerin an der dortigen Mädchenanstalt. 1748 zur Diakonisse ordiniert, wurde sie 1750 mit der Aufsicht über alle Mädchen der Gemeinde beauftragt.
Nach der Ausweisung der Brüdergemeine aus Herrnhaag 1750 wurde die Mädchenanstalt zuerst im Schloss in Großhennersdorf in der Oberlausitz untergebracht, bevor sie im März 1751 nach Herrnhut verlegt wurde. Am 6. Oktober 1766 wurde Henriette Louise von Hayn Leiterin des Ledigen-Schwestern-Hauses in Herrnhut. Sie starb dort am 27. August 1782 und wurde dort auf dem Gottesacker beerdigt.

## Kirchenlieder
Henriette Maria Luise von Hayn verfasste zahlreiche Kirchenlieder, wovon 44 im Brüdergesangbuch von 1778 veröffentlicht wurden. Ihr bekanntestes Lied ist wohl Weil ich Jesu Schäflein bin, das sich bis heute in vielen Gesangbüchern findet und in zahlreichen Sprachen gesungen wird (zum Beispiel: Jesus makes my heart rejoice bzw. I am Jesus' little Lamb). Auch das Osterlied Ave zum Heraustritt aus der Kammer (englisch: Hail, all hail victorious Lord and Saviour) das in der Ostermorgenfeier der Brüdergemeine weltweit angestimmt wird, stammt von ihr.